# MMDA (药物)
MMDA（化学名：3-methoxy-4,5-methylenedioxyamphetamine，3-甲氧基-4,5-亚甲二氧基苯丙胺，或称为：5-methoxy-MDA，5-甲氧基-MDA），分子式C11H15NO3，是一种安非他命类迷幻药物，是3-甲氧基-4,5-亚甲二氧基苯乙胺（MMDPEA）、3,4-亚甲二氧基苯丙胺（MDA）、3,4-亚甲二氧甲基苯丙胺（MDMA）的类似物，最早由亚历山大·舒尔金合成。